# 홍성용
홍성용(洪性溶, 1986년 11월 18일 ~ )은 전 KBO 리그 kt 위즈의 투수이자, 현 KBO 리그 kt 위즈의 2군 투수코치이다.

## 선수 시절

### 한국 프로야구 시절

#### LG 트윈스시절
2005년에 2차 5라운드 지명을 받아 입단하였다.

#### 경찰 야구단시절
2005년에 입단하여 일찌감치 군복무를 마쳤다.

#### LG 트윈스복귀
1군에 오르지 못하고 2008년에 방출됐다.

### 일본 독립야구 시절

#### 오사카 골드빌리케인즈시절
방출 후 일본 독립리그에서 잠시 활동했다.

### 한국 프로야구 복귀

#### NC 다이노스시절
트라이아웃 프로그램에 출연 중 2013년 10월 11일에 계약했고, 2014년 4월 9일 처음으로 1군에 등록됐다. 이후 4월 12일 친정 팀과의 경기에서 구원 등판해 데뷔 첫 경기를 치렀다.

#### kt 위즈시절
2015년 6월 21일 당시 NC 소속이었던 그와 오정복, kt 소속이었던 용덕한과 2:1 트레이드를 통해 이적했다.
2018년 10월 13일 두산전에서 826일만에 세이브를 기록했다.
2018년 10월 19일에 방출됐고, 은퇴를 선언했다.

## 야구선수 은퇴 후
2019년부터 kt 위즈의 잔류/재활군 재활코치로 활동했다.

## 에피소드
- 독립 리그에서 활동한 뒤 SBS 스포츠의 프로그램인 '트라이아웃 나는 투수다'라는 프로그램을 통해 알려졌다. 트라이아웃에서 박노준 심사위원이 "지금 소속 팀이 없는게 아쉽다"라는 말을 한 바 있지만 특히 좌완이라고 해서 좋은 것이 아니라 제구력도 밑거름이 되는 좋은 투수라고 했다.

## 출신 학교
- 온양온천초등학교
- 온양중학교
- 북일고등학교

## 통산 기록
| 연도 | 팀명  | 평균자책점 | 경기 | 완투 | 완봉 | 승 | 패 | 세 | 홀 | 승률  | 타자 | 이닝  | 피안타 | 피홈런 | 볼넷 | 사구 | 탈삼진 | 실점 | 자책점 |
| ---- | ----- | ---------- | ---- | ---- | ---- | -- | -- | -- | -- | ----- | ---- | ----- | ------ | ------ | ---- | ---- | ------ | ---- | ------ |
| 2014 | NC    | 4.26       | 22   | 0    | 0    | 0  | 1  | 0  | 3  | 0.000 | 57   | 12.2  | 12     | 1      | 8    | 1    | 5      | 7    | 6      |
| 2015 | kt    | 3.86       | 42   | 0    | 0    | 0  | 4  | 0  | 10 | 0.000 | 174  | 39.2  | 39     | 3      | 13   | 6    | 31     | 19   | 17     |
| 2016 | kt    | 6.02       | 67   | 0    | 0    | 2  | 2  | 2  | 12 | 0.500 | 221  | 46.1  | 66     | 8      | 19   | 4    | 33     | 32   | 31     |
| 2017 | kt    | 6.23       | 37   | 0    | 0    | 0  | 2  | 0  | 1  | 0.000 | 176  | 39    | 44     | 7      | 17   | 3    | 22     | 27   | 27     |
| 2018 | kt    | 5.40       | 56   | 0    | 0    | 2  | 1  | 1  | 6  | 0.667 | 202  | 45    | 49     | 7      | 16   | 5    | 42     | 28   | 27     |
| 통산 | 5시즌 | 5.32       | 224  | 0    | 0    | 4  | 10 | 3  | 32 | 0.286 | 830  | 182.2 | 210    | 26     | 73   | 19   | 133    | 113  | 108    |